# Anne de Tourville
Anne de Tourville (Bais, 26 agosto 1910 – Vitré, 24 settembre 2004) è stata una scrittrice francese.

## Biografia
Nata a Bais, nel dipartimento dell'Ille-et-Vilaine, in Bretagna, figlia di Jean de Tourville e di sua moglie Marie. Ha trascorso l'infanzia a Morieux, quindi a Saint-Servan-sur-Mer. 
Oltre a scrivere si è dedicata anche alla pittura di miniature al Salon des artistes français.
Attorno al 1966 si trasferisce a Dinard, che non lascerà fino al 1990, quando farà ritorno al villaggio nativo in Bretagna, dove risiederà fino alla morte, avvenuta nel 2004 a Vitré, a casa dei figli di una famiglia di amici che hanno aiutato lei e la sua famiglia durante la seconda guerra mondiale.

## Stile
I suoi romanzi, a sfondo rurale, come Jabadao, che le valse il Prix Femina, o a sfondo marinaresco, come Matelot Gaël, si svolgono in una Bretagna a metà strada tra la realtà e la fantasia.

## Opere

### Edizioni in francese
- (FR) Les gens de par ici, 1944.
- (FR) Jabadao, Delamain et Boutelleau, 1951.
- (FR) Matelot Gaël, 1953.
- (FR) Femmes de la mer, 1958.

### Edizioni in italiano
- Jabadao, traduzione di Attilio Borelli, Milano, Nuvoletti, 1953.

## Riconoscimenti
- Prix Bretagne
  - 1943 - Prix interallié de Bretagne per Les gens de par ici
- Prix Femina
  - 1951 - Prix Femina per Jabadao

### Libri
- (FR) Patrick Delon, Anne de Tourville, ou le magique sillage de son rêve, in Le Pays de Dinan, XIV, Dinan, Bibliothèque Municipale, 1994.

### Pubblicazioni
- (FR) La Mort en Bretagne chez Pierre Loti et Anne de Tourville, in Mémoires de la Société d'Emulation des Côtes-d'Armor, CXXIX, 2000,  pp. 123-135.
- (FR) "Jabadao" d'Anne de Tourville: la genèse d'un roman authentiquement breton, in Revue française, n. 12, dicembre 2001,  pp. 55-68.